# Eurytoma poroensis
Eurytoma poroensis är en stekelart som beskrevs av Durgadas Mukerjee 1981. Eurytoma poroensis ingår i släktet Eurytoma och familjen kragglanssteklar. Inga underarter finns listade i Catalogue of Life.